# Helge Thielking
Helge Thielking (* 1975 in Bremen) ist ein deutscher Autor. Er schreibt Thriller und Kriminalkurzgeschichten.

## Leben
Nach Abitur und Zivildienst studierte er Tourismuswirtschaft und Marketing in Wilhelmshaven. Ein Auslandssemester verbrachte er in Los Angeles, USA. Nach seinem Studium arbeitete er zunächst in Köln. Noch während des Studiums schrieb er seinen ersten Roman, den Adoptions-Thriller King of Pain, der im Jahr 2002 vom Berliner Aufbau Verlag veröffentlicht und ein Jahr später vom WDR als Hörspiel vertont wurde. Helge Thielking lebt in Bremen.

## Werke
- King of Pain. 2002, Thriller (ISBN 3-7466-1803-7) - vertont als Radio-Hörspiel vom WDR, 2003
- Kalte Abreise vom Voshövel. 2004, Kurzgeschichte in: Mord am Niederrhein, ISBN 3-89425-285-5.
- Destino. Tod in der Karibik. 2006, Thriller, ISBN 3-4266-2862-7.